# Transferencia de calor por convección

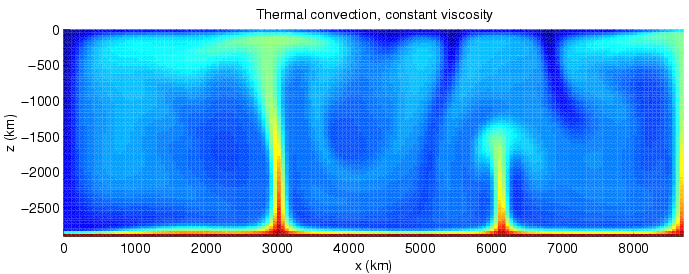
Simulación de convección térmica. Los tonos rojos designan áreas calientes, mientras que las regiones con tonos azules son frías. Una capa límite inferior, menos densa y caliente, envía columnas de material caliente hacia arriba, y del mismo modo, el material frío desde la parte superior se mueve hacia abajo. Esta ilustración está tomada de un modelo de convección en el manto terrestre.

La transferencia de calor por convección, a menudo denominada simplemente convección, es la transferencia de calor de un lugar a otro por el movimiento de fluidos. La convección suele ser la forma dominante de transferencia de calor en líquidos y gases. Aunque a menudo se discute como un método distinto de transferencia de calor, la transferencia de calor por convección involucra los procesos combinados de conducción desconocida (difusión de calor) y advección (transferencia de calor por flujo de fluido). 

## Generalidades
La convección puede ser "forzada" por el movimiento de un fluido por otros medios que no sean las fuerzas de flotación (por ejemplo, una bomba de agua en un motor de automóvil). La expansión térmica de los fluidos también puede forzar la convección. En otros casos, las fuerzas de flotabilidad naturales solas son completamente responsables del movimiento del fluido cuando el fluido se calienta, y este proceso se llama "convección natural". Un ejemplo es el tiro en una chimenea o alrededor de cualquier incendio. En la convección natural, un aumento en la temperatura produce una reducción en la densidad, lo que a su vez provoca un movimiento de los fluidos debido a presiones y fuerzas cuando los fluidos de diferentes densidades se ven afectados por la gravedad (o cualquier fuerza g). Por ejemplo, cuando el agua se calienta en una estufa, el agua caliente del fondo de la sartén sube, desplazando el líquido más frío y denso, que cae. Una vez que se ha detenido el calentamiento, la mezcla y la conducción de esta convección natural eventualmente dan como resultado una densidad casi homogénea e incluso una temperatura. Sin la presencia de gravedad (o condiciones que causen una fuerza g de cualquier tipo), no se produce convección natural y solo funcionan los modos de convección forzada. 
El modo de transferencia de calor por convección comprende un mecanismo. Además de la transferencia de energía debido al movimiento molecular específico (difusión), la energía se transfiere por movimiento macroscópico o fluido del fluido. Este movimiento está asociado con el hecho de que, en cualquier instante, grandes cantidades de moléculas se mueven colectivamente o como agregados. Tal movimiento, en presencia de un gradiente de temperatura, contribuye a la transferencia de calor. Debido a que las moléculas en conjunto retienen su movimiento aleatorio, la transferencia de calor total se debe a la superposición del transporte de energía por el movimiento aleatorio de las moléculas y por el movimiento general del fluido. Es habitual usar el término convección cuando se refiere a este transporte acumulativo y el término advección cuando se refiere al transporte debido al movimiento del fluido a granel.

## Tipos

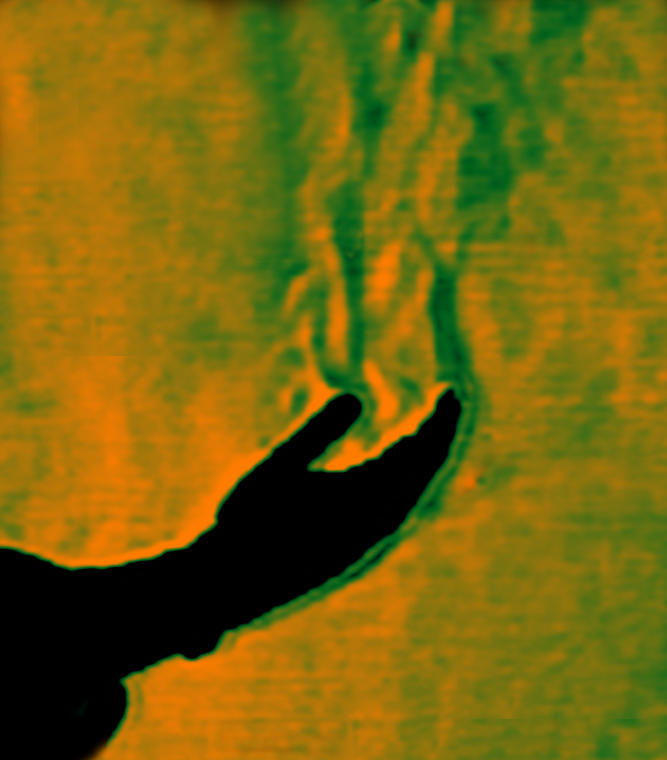
Esta imagen de color schlieren revela la convección térmica de una mano humana (en forma de silueta) al intercambio de imágenes circundantes.

Se pueden distinguir dos tipos de transferencia de calor por convección: 
- Convección libre o natural: cuando el movimiento del fluido es causado por fuerzas de flotabilidad que resultan de las variaciones de densidad debidas a variaciones de temperatura térmica ± en el fluido. En ausencia de una fuente interna, cuando el fluido está en contacto con una superficie caliente, sus moléculas se separan y se dispersan, lo que hace que el fluido sea menos denso. Como consecuencia, el fluido se desplaza mientras que el fluido más frío se vuelve más denso y el fluido se hunde. Por lo tanto, el volumen más caliente transfiere calor hacia el volumen más frío de ese fluido.[2] Ejemplos familiares son el flujo de aire hacia arriba debido a un fuego u objeto caliente y la circulación de agua en una olla que se calienta desde abajo.
- Convección forzada: cuando un fluido es forzado a fluir sobre la superficie por una fuente interna como ventiladores, mediante agitación y bombas, creando una corriente de convección inducida artificialmente.[3]

En muchas aplicaciones de la vida real (por ejemplo, pérdidas de calor en receptores centrales solares o enfriamiento de paneles fotovoltaicos), la convección natural y forzada ocurre al mismo tiempo (convección mixta).
El flujo interno y externo también puede clasificar la convección. El flujo interno ocurre cuando un fluido está encerrado por un límite sólido, como cuando fluye a través de una tubería. Un flujo externo ocurre cuando un fluido se extiende indefinidamente sin encontrar una superficie sólida. Ambos tipos de convección, ya sea natural o forzada, pueden ser internos o externos porque son independientes entre sí. La temperatura aparente, o la temperatura promedio del fluido, es un punto de referencia conveniente para evaluar las propiedades relacionadas con la transferencia de calor por convección, particularmente en aplicaciones relacionadas con el flujo en tuberías y conductos. 
Se puede hacer una clasificación adicional dependiendo de la suavidad y ondulaciones de las superficies sólidas. No todas las superficies son lisas, aunque una gran parte de la información disponible trata de superficies lisas. Las superficies irregulares onduladas se encuentran comúnmente en dispositivos de transferencia de calor que incluyen colectores solares, intercambiadores de calor regenerativos y sistemas de almacenamiento de energía subterráneos. Tienen un papel importante que desempeñar en los procesos de transferencia de calor en estas aplicaciones. Dado que aportan una complejidad adicional debido a las ondulaciones en las superficies, deben abordarse con delicadeza matemática a través de elegantes técnicas de simplificación. También afectan las características de flujo y transferencia de calor, por lo que se comportan de manera diferente a las superficies lisas rectas.
Para una experiencia visual de convección natural, se puede colocar un vaso lleno de agua caliente y un poco de colorante rojo dentro de una pecera con agua fría y clara. Se puede ver que las corrientes de convección del líquido rojo aumentan y disminuyen en diferentes regiones, y luego se estabilizan, lo que ilustra el proceso a medida que se disipan los gradientes de calor. 

## Ley de enfriamiento de Newton
El enfriamiento por convección a veces se asume libremente como descrito por la ley de enfriamiento de Newton.
La ley de Newton establece que la tasa de pérdida de calor de un cuerpo es proporcional a la diferencia de temperaturas entre el cuerpo y su entorno mientras está bajo los efectos de una brisa. La constante de proporcionalidad es el coeficiente de transferencia de calor. La ley se aplica cuando el coeficiente es independiente, o relativamente independiente, de la diferencia de temperatura entre el objeto y el entorno. 
En la transferencia de calor convectiva natural clásica, el coeficiente de transferencia de calor depende de la temperatura. Sin embargo, la ley de Newton se aproxima a la realidad cuando los cambios de temperatura son relativamente pequeños, y para el aire forzado y el enfriamiento del líquido bombeado, donde la velocidad del fluido no aumenta al aumentar la diferencia de temperatura. 

## Transferencia de calor por convección
La relación básica para la transferencia de calor por convección es: 
{\displaystyle {\dot {Q}}=h_{c}A(T-T_{f})}
donde {\displaystyle {\dot {Q}}} es el calor transferido por unidad de tiempo, A es el área del objeto, hc es el coeficiente de transferencia de calor por convección, T es la temperatura de la superficie del objeto y Tf es la temperatura del fluido.
El valor del coeficiente de convección h (W/m2 K) depende de la geometría (forma y orientación de la superficie), las propiedades del material (rugosidad de la superficie), las propiedades del fluido (viscosidad), la corriente libre del fluido (velocidad y dirección) y la temperatura del fluido y de la superficie. Estos determinarán si el flujo sobre la superficie es impulsado por la flotabilidad o forzado, laminar o turbulento o una combinación. La complejidad de la dinámica de fluidos ha llevado al uso de cálculos empíricos simplificados.